# Taxithelium
Taxithelium är ett släkte av bladmossor. Taxithelium ingår i familjen Sematophyllaceae.

## Dottertaxa tillTaxithelium, i alfabetisk ordning[1]
- Taxithelium afroacuminulatum
- Taxithelium alare
- Taxithelium andongense
- Taxithelium annandii
- Taxithelium archboldii
- Taxithelium argyrophyllum
- Taxithelium bakeri
- Taxithelium benguetiae
- Taxithelium binsteadii
- Taxithelium borneense
- Taxithelium brassii
- Taxithelium capillarisetum
- Taxithelium capillipes
- Taxithelium chloropterum
- Taxithelium clastobryoides
- Taxithelium compressicaule
- Taxithelium concavum
- Taxithelium confusum
- Taxithelium convolutum
- Taxithelium deningeri
- Taxithelium diaphanum
- Taxithelium dimorphophyllum
- Taxithelium epapillosum
- Taxithelium falcatulum
- Taxithelium falcifolium
- Taxithelium francii
- Taxithelium friedense
- Taxithelium glabratum
- Taxithelium glabrisetum
- Taxithelium glabriusculum
- Taxithelium glaucophyllum
- Taxithelium glaucovirens
- Taxithelium gottscheanum
- Taxithelium guineense
- Taxithelium herpetium
- Taxithelium hirtellum
- Taxithelium homalophyllum
- Taxithelium impellucidum
- Taxithelium inerme
- Taxithelium instratum
- Taxithelium isocladioides
- Taxithelium isocladum
- Taxithelium juruense
- Taxithelium kerianum
- Taxithelium kuilui
- Taxithelium kuniense
- Taxithelium laeviusculum
- Taxithelium latitruncatum
- Taxithelium leptopunctatum
- Taxithelium leptosigmatum
- Taxithelium levieri
- Taxithelium liukiuense
- Taxithelium ludovicae
- Taxithelium magnum
- Taxithelium meiothecioides
- Taxithelium merrillii
- Taxithelium microthamnioides
- Taxithelium mundulum
- Taxithelium muscicola
- Taxithelium neo-caledonicum
- Taxithelium nepalense
- Taxithelium nigerianum
- Taxithelium nitidulum
- Taxithelium nossianum
- Taxithelium novae-valesiae
- Taxithelium novae-zeelandiae
- Taxithelium oblongifolium
- Taxithelium papillisetum
- Taxithelium parvulum
- Taxithelium perglabrum
- Taxithelium perminutum
- Taxithelium petrophilum
- Taxithelium planissimum
- Taxithelium planulum
- Taxithelium planum
- Taxithelium pluripunctatum
- Taxithelium pobeguinii
- Taxithelium polyandrum
- Taxithelium portoricense
- Taxithelium protensum
- Taxithelium pseudoamoenum
- Taxithelium ramicola
- Taxithelium ramivagum
- Taxithelium rhaphidostegioides
- Taxithelium rhizophoreti
- Taxithelium robinsonii
- Taxithelium rotundatulum
- Taxithelium samoanum
- Taxithelium schmidtii
- Taxithelium selenithecium
- Taxithelium spathulifolium
- Taxithelium spuriosubtile
- Taxithelium stenosekos
- Taxithelium subandinum
- Taxithelium sublaevifolium
- Taxithelium suboctodiceras
- Taxithelium subrotundatulum
- Taxithelium subsimilans
- Taxithelium sumatranum
- Taxithelium tenuisetum
- Taxithelium tongense
- Taxithelium trachaelocarpum
- Taxithelium uematsui
- Taxithelium wattsii
- Taxithelium ventrifolium
- Taxithelium werneri
- Taxithelium vernieri
- Taxithelium wewakense
- Taxithelium voeltzkowii